# Rudolf von Bünau
Pour les articles homonymes, voir Bünau.
Rudolf von Bünau (19 août 1890 à Stuttgart – 14 janvier 1962 à Kirchheim unter Teck) est un General der Infanterie allemand qui a servi dans la Heer au sein de la Wehrmacht pendant la Seconde Guerre mondiale.
Il a été récipiendaire de la croix de chevalier de la croix de fer avec feuilles de chêne. La croix de chevalier de la croix de fer et son grade supérieur, les feuilles de chêne, sont attribués pour récompenser un acte d'une extrême bravoure sur le champ de bataille ou un commandement militaire avec succès.

## Biographie
Rudolf von Bünau (de) s'engage le 15 juillet 1909 en tant que porte-drapeau dans le 119e régiment de grenadiers (de) de l'armée wurtembergeoise. De février à octobre 1910, il suit les cours de l'école de guerre de Hanovre et est ensuite promu lieutenant le 16 novembre 1910. Lors de la mobilisation au début de la Première Guerre mondiale, Bünau se rend sur le terrain en tant que chef d'une section de mitrailleuses et est d'abord engagé en Argonne. Le 7 septembre 1914, il prend en charge la compagnie de mitrailleuses du régiment en tant que chef et fait tellement ses preuves qu'il est décoré de la croix de chevalier de l'ordre du Mérite militaire du Wurtemberg le 15 décembre 1914 pour ses performances.
En mars 1915, Bünau tombe malade et doit passer quelque temps à l'hôpital militaire. Après sa guérison, il est affecté de juillet à septembre 1915 à la 1re compagnie de mitrailleuses de réserve du 13e corps d'armée, puis devient chef de la compagnie de mitrailleuses du 120e régiment d'infanterie de réserve. Au 1er janvier 1916, Bünau est ensuite promu officier de mitrailleuses à l'état-major du régiment. Début octobre 1917, on le commande comme adjudant adjoint à l'état-major de la 407e brigade d'infanterie et Bünau y est transféré deux mois plus tard. Dans cette fonction, il est promu capitaine le 22 mars 1918.
Après la fin de la guerre, Bünau est commandé le 21 décembre 1918 au commandement général du 13e corps d'armée, puis le 21 février 1919 au ministère wurtembergeois de la Guerre (de). Bünau est ensuite intégré à la Reichswehr provisoire en tant qu'officier MG à l'état-major et commandant du quartier général de la 13e brigade de la Reichswehr. Du 1er octobre au 31 décembre 1920, Bünau est officier MG à l'état-major du 25e régiment de tirailleurs de la Reichswehr, puis dans la même fonction au 13e régiment (wurtembergeois) d'infanterie (de). 
Rudolf von Bünau est capturé par les forces américaines en mai 1945, et reste en captivité jusqu'en avril 1947.
Son fils, aussi nommé Rudolf von Bünau, est décoré de la croix de chevalier de la croix de fer le 8 août 1943 en tant que Hauptmann et commandant du Panzer-Aufklärungs-Abteilung 9 (9e groupe de reconnaissance blindé). Il est tué au combat juste une semaine après, le 15 août 1943 au sud de Roslavl et promu à titre posthume Major. Son autre fils, l'Oberleutnant Günther von Bünau, décoré de la croix allemande en or, est lui aussi tué au combat en 1943.

## Décorations
- Croix de fer (1914)
  - 2e classe (9 septembre 1914)
  - 1re classe (14 novembre 1914)
- Croix d'honneur (15 janvier 1935)
- Médaille des Sudètes (1er novembre 1939)
- Agrafe de la croix de fer (1939)
  - 2e classe (17 septembre 1939)
  - 1re classe (26 septembre 1939)
- Médaille du Front de l'Est (1er août 1942)
- Plaque de bras Crimée (15 septembre 1942)
- Plaque de bras Kouban (1er octobre 1944)
- Ordre de Michel le Brave 3e classe (19 mars 1943)
- Croix allemande en Or (23 janvier 1943)
- Croix de chevalier de la croix de fer avec feuilles de chêne
  - Croix de chevalier le 15 août 1940 en tant que Oberst et commandant du Infanterie-Regiment 133[2]
  - 766e feuilles de chêne le 5 mars 1945 en tant que General der Infanterie et commandant du XI.Armeekorps[3]